# Konrad Polthier

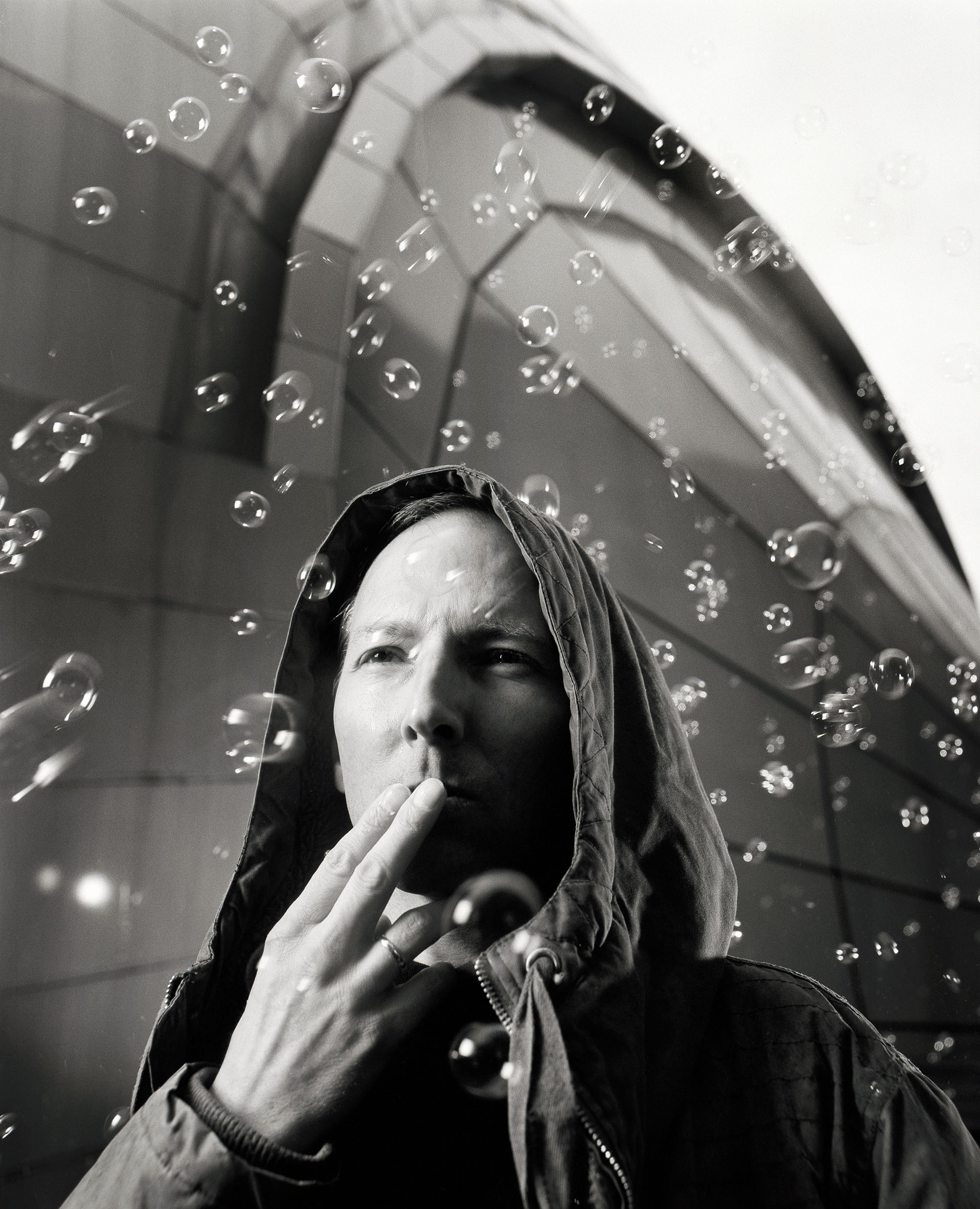
Polthier fotografiert vor Lord Norman Foster’s Bibliothek der Freien Universität Berlin. Foto von Oliver Mark

Konrad Polthier (* 30. September 1961) ist ein deutscher Mathematiker, der sich mit  Differentialgeometrie und Visualisierung der Geometrie in der Computergraphik beschäftigt.
Polthier wurde 1993 an der Universität Bonn bei Hermann Karcher promoviert und habilitierte sich 2002 an der TU Berlin (Polyhedral surfaces of constant mean curvature). Polthier ist seit 2005 Professor für Mathematik an der FU Berlin und Gründer und Leiter der dortigen Arbeitsgruppe Mathematical Geometry Processing, sowie auch am DFG Forschungszentrum Matheon. Er ist geschäftsführender Direktor des Instituts für Mathematik der FU Berlin (2010) und in deren Akademischem Senat. Polthier ist einer der Leiter der Berlin Mathematical School (BMS) und war 2010–12 deren Sprecher.
Polthier ist insbesondere für mathematische Anwendungen der Computergraphik bekannt, zum Beispiel bei der Darstellung von Minimalflächen.
Er ist Mitherausgeber der Buchreihen Mathematics and Visualisation und Geometry and Computing im Springer Verlag.
2011 bis 2012 war er Vorsitzender der Arbeitsgruppe Geometric Design der SIAM.

## Schriften
- mit Georg Glaeser Bilder der Mathematik, 2. Auflage, Spektrum Akademischer Verlag, 2010
- mit Hermann Karcher Geometrie der Minimalflächen, Spektrum der Wissenschaft Oktober 1990
- mit Hans-Christian Hege (Herausgeber) Mathematical Visualization. Algorithms, Applications and Numerics, Springer Verlag 1998
- mit Hege (Herausgeber) Visualization and Mathematics, Springer Verlag 1997
- mit Hege (Herausgeber) Visualization and Mathematics III, Springer Verlag 2003
- mit Hege, Gerik Scheuermann (Herausgeber) Topology based methods in visualization II, Springer Verlag 2009